# Idun
För andra betydelser, se Idun (olika betydelser).

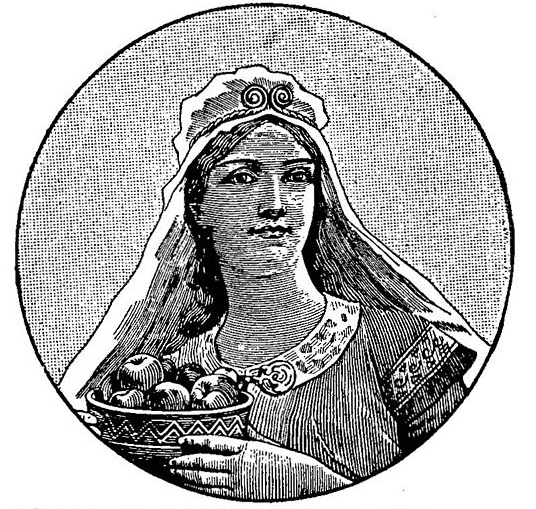
Illustration från 1920

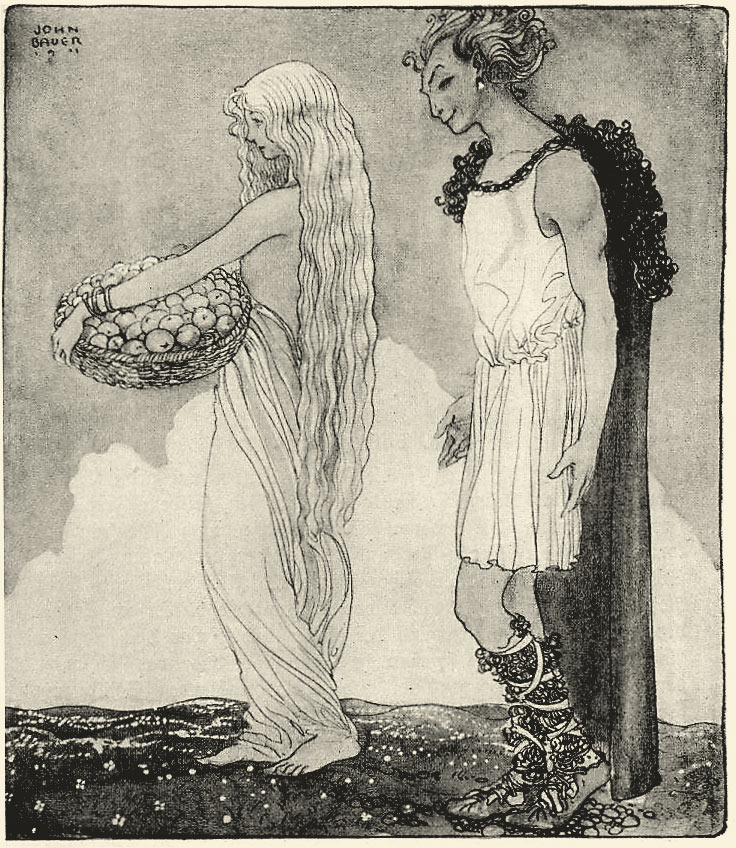
Loke och Idun. Illustration av John Bauer.

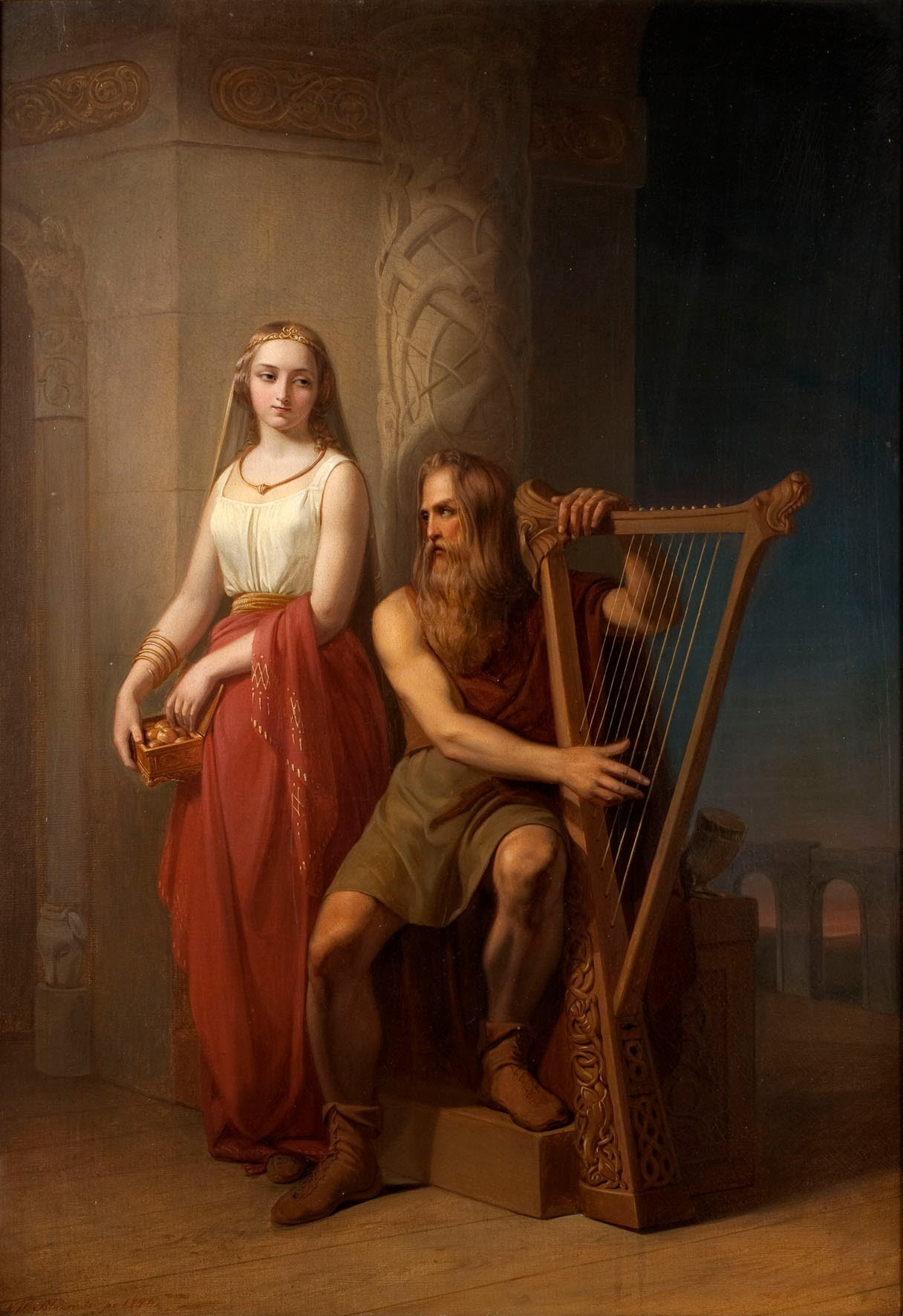
Brage spelar harpa med Idun i bakgrunden. Målning av Nils Johan Olsson Blommér.

Idun är i nordisk mytologi ungdomens och fruktbarhetens gudinna. I en korg förvarar hon de äpplen, som gudarna biter i för att vara evigt unga. Som kärleksgudinna tycks hon ha varit älskarinna åt de flesta av gudarna. Loke kallar henne "den mangalnaste av kvinnor". Hon är Brages hustru och omnämns i Tjodolf på Kvins dikt Höstlång. Namnet Idun betyder ”den som föryngrar”

## Mytologi
Idun förekommer mera sällan i källorna. I dikten Lokes smädelser håller hon tillbaka sin man Brage och ber honom tänka på deras gemensamma barn. Det skulle hon aldrig ha sagt, eftersom Loke vänder sig mot henne och kallar henne ”den karlgalnaste av kvinnor” som till och med legat med mannen som dödade hennes egen bror.

### Iduns försvinnande
I de fornisländska myterna är hon mest känd för att hon rövades bort från Asgård av jätten Tjatse genom Lokes försorg. 
I den fornnorska dikten Höstlång skildras hur Tjatse plågade Loke för att få honom att röva bort Idun: ”Hymers släkting (jätten) bad följets/ anförare (Loke), yr av smärta, att/ föra den mö som ägde kunskap/ om asarnas ålderskur (Idun) till sig.”
För gudarna blev Iduns försvinnande ödesdigra.  Hon och hennes äpplen höll nämligen dem evigt unga, men nu blev de snabbt gamla och orkeslösa.  Någon hade sett Loke tillsammans med Idun gå in i en skog och nu infångade man honom snabbt.   Utsatt för hot om hemska plågor och död, erkände Loke att han hjälpt jätten att röva bort Idun. Han erbjöd sig att fara till Jotunheim, där Tjatse bodde, om han fick låna Frejas falkhamn. Med hjälp av denna flög han till jättens hem och lyckligtvis var Idun ensam hemma. Jätten var ute och fiskade på sjön.  Loke förvandlade henne till en nöt, tog den i klorna och flög iväg så fort han kunde. När Idun var återbördad till Asgård fick gudarna tillbaka sin kraft och sin ungdom.

## Teorier
Forskaren Hilda Ellis Davidson har föreslagit att frasen ”Hels äpplen” anspelar på dödsriket Hel. Den förekommer i en dikt från 1000-talet av Þórbjörn Brúnason, där hans döda hustru erbjuder honom sådana äpplen, så att även han dör och kommer till henne i dödsriket.
En annan möjlighet är att de lärda islänningarna på 1100- och 1200-talen förknippade Idun med den antika myten om Hesperidernas äpplen som gav odödlighet. Dessa fördes av Herakles till Heras och Zeus bröllop till gudarnas glädje. Liksom i den nordiska mytologin var det bara de – inte människorna – som fick njuta av dessa frukter.
På det forna Irland fanns en berättelse om hur Tuirenns tre söner i skepnad av tre hökar stal dessa äpplen trots att de vaktades av en grip. Det är fullt möjligt att dessa berättelser speglar antika och medeltida föreställningar kring äpplen och odödlighet.  Inte minst speglas detta i föreställningen om att paradisets förbjudna frukt skulle vara just ett äpple.
Troligtvis var Idun själv garanten för att gudarna skulle hålla sig unga. Myten lägger vikten på att det är hennes återkomst som räknas – inte hennes äpplen.

## Eftermäle
Idun anses ha givit namn åt danska Enö, äldre danska Ithænø.
Iduna var Götiska förbundets tidning från 1811–1824. Tegnér kallade Idun vid detta namn av verstekniska skäl. Veckotidningen Idun existerade mellan 1897 och 1963.

## I skönlitteraturen
I Johanne Hildebrandts trilogi "Sagan om Valhalla" är Idun dotter till vanaprästinnan Freja och asen Tor.